# The Great Tea Race of 1866

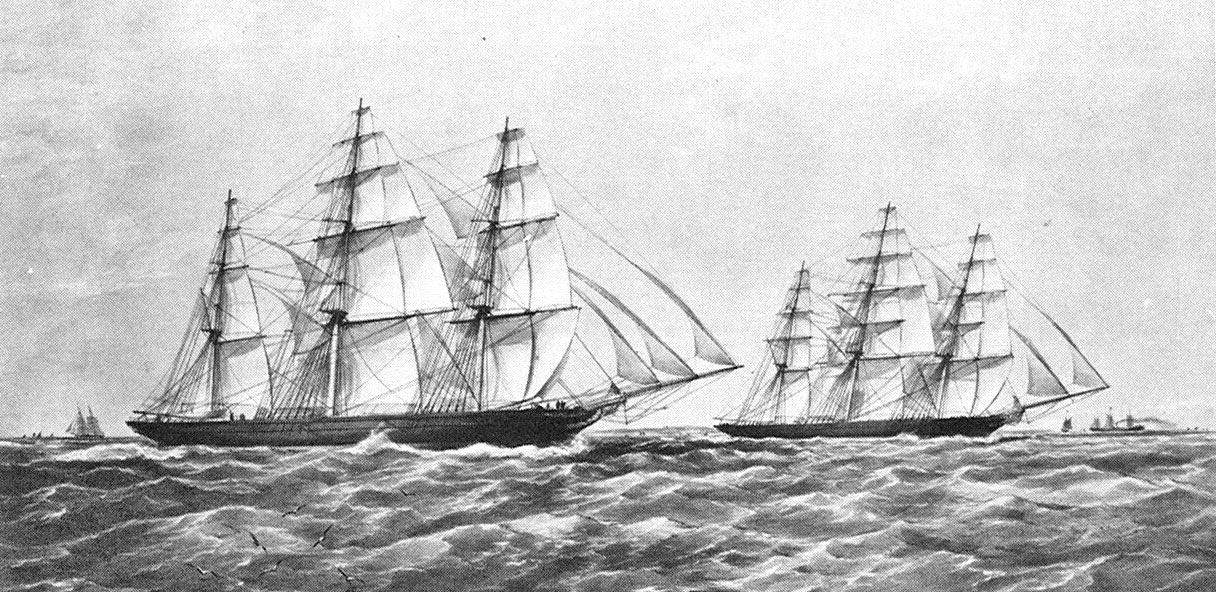
Die Taeping und die Ariel lieferten sich einen Kopf-an-Kopf-Zieleinlauf

Das Große Tee-Rennen von 1866 (englisch: The Great Tea Race of 1866) war ein inoffizieller Wettbewerb zwischen den schnellsten Klippern im Teehandel mit China, die 1866 die erste Teeernte der Saison nach London brachten.
Ein ernsthafter Wettbewerb war darin entstanden, das erste Schiff mit der neuen Ernte zu sein, das nach London zurückkehrte; ein zusätzliches Interesse wurde 1866 dadurch geweckt, dass in England hohe Wetten auf den Gewinner abgeschlossen wurden.
Die Teeclipper-Rennen waren zu dieser Zeit zu einer Tradition im Teehandel zwischen Britannien und China geworden. Das gewinnende Schiff erzielte ein Pfund Sterling zusätzlich für jede abgelieferte Tonne Tee und der Kapitän wurde mit einer Provision aus dem Gewinn der Schiffsladung belohnt.

## Vorbereitungen
Die Schiffe konnten den Hafen in China erst verlassen, nachdem sie vollständig beladen waren. Die Teekisten wurden durch Sampans und andere kleine Schiffsfahrzeuge auf dem Min-Fluss nach Fuzhou gebracht. Die Schiffe wurden durch chinesische Schauerleute rund um die Uhr beladen, während die Besatzung die Ladung kontrollierte und das Schiff zur Abfahrt vorbereitete.
Im Jahre 1866 verließen zwischen dem 29. Mai und 6. Juni neun Schiffe Fuzhou mit dem ersten Tee der Saison, aber nur vier davon waren ernsthafte Konkurrenten um den Sieg: die Fiery Cross, die Ariel, die Taeping und die Serica. Drei davon verließen China am 30. Mai, aber die Fiery Cross war bereits am 29. Mai gestartet. Sie verlor das Rennen trotz des eintägigen Vorsprungs gegenüber den Rivalen.

## Bericht über das Rennen
Ein Bericht im Londoner The Daily Telegraph vom 12. September 1866 trug die Schlagzeile "The Great Tea Race of 1866" und berichtete über den Verlauf des Rennens zwischen Taeping, Serica, Ariel und Fiery Cross:

„… China zur selben Zeit verlassend, segelten sie die ganze Zeit fast Kopf an Kopf und gelangten innerhalb von zwei Minuten nacheinander in den Londoner Hafen. Ein Wettkampf, der noch knapper geführt wurde oder noch großartiger hinsichtlich einiger seiner Umstände war, wurde wahrscheinlich niemals zuvor gesehen. Die Taeping, die gewonnen hat, kam am Lizard buchstäblich zur selben Stunde an, wie die Ariel, ihr nächster Rivale und preschte dann den Ärmelkanal hinauf, beide Schiffe Brust an Brust. Während des ganzen Tages fuhren sie galant Seit an Seite, von einem starken westlichen Wind getragen, jeden Lappen Leinwand gesetzt und die See strich über ihre Decks, als sie vor dem Wind lagen.“

## Finale
Das Rennen dauerte über drei Monate und ging durch das Südchinesische Meer, durch die Sunda-Straße und über den Indischen Ozean, um das Kap der Guten Hoffnung herum und den Atlantischen Ozean hinauf zum Ärmelkanal. Dies war die schnellste Route, die ein Schiff nehmen konnte, weil der Sueskanal noch nicht fertiggestellt war. Die drei führenden Schiffe erreichten den Londoner Hafen kurz nacheinander.
Bei Dungeness gingen Hafenlotsen zum selben Zeitpunkt an Bord der Taeping und der Ariel und bei den Downs warteten Dampfer, um die Schiffe die Themse hinauf zu schleppen. An diesem Punkt war das Rennen wirklich entschieden.
Beide Schiffe wurden zur gleichen Zeit in Schlepp genommen und gingen Kopf an Kopf die Themse hinauf. Die Taeping erreicht jedoch Gravesend zuerst, die Ariel war kurz dahinter und die Serica als dritte nicht abgeschlagen. Taeping erreichte den Hafen um 21:45 Uhr und gewann das Rennen mit gerade einmal 20 Minuten Vorsprung vor der Ariel. Die Serica wurde dritte und war nur eineinhalb Stunden nach dem Sieger eingetroffen.

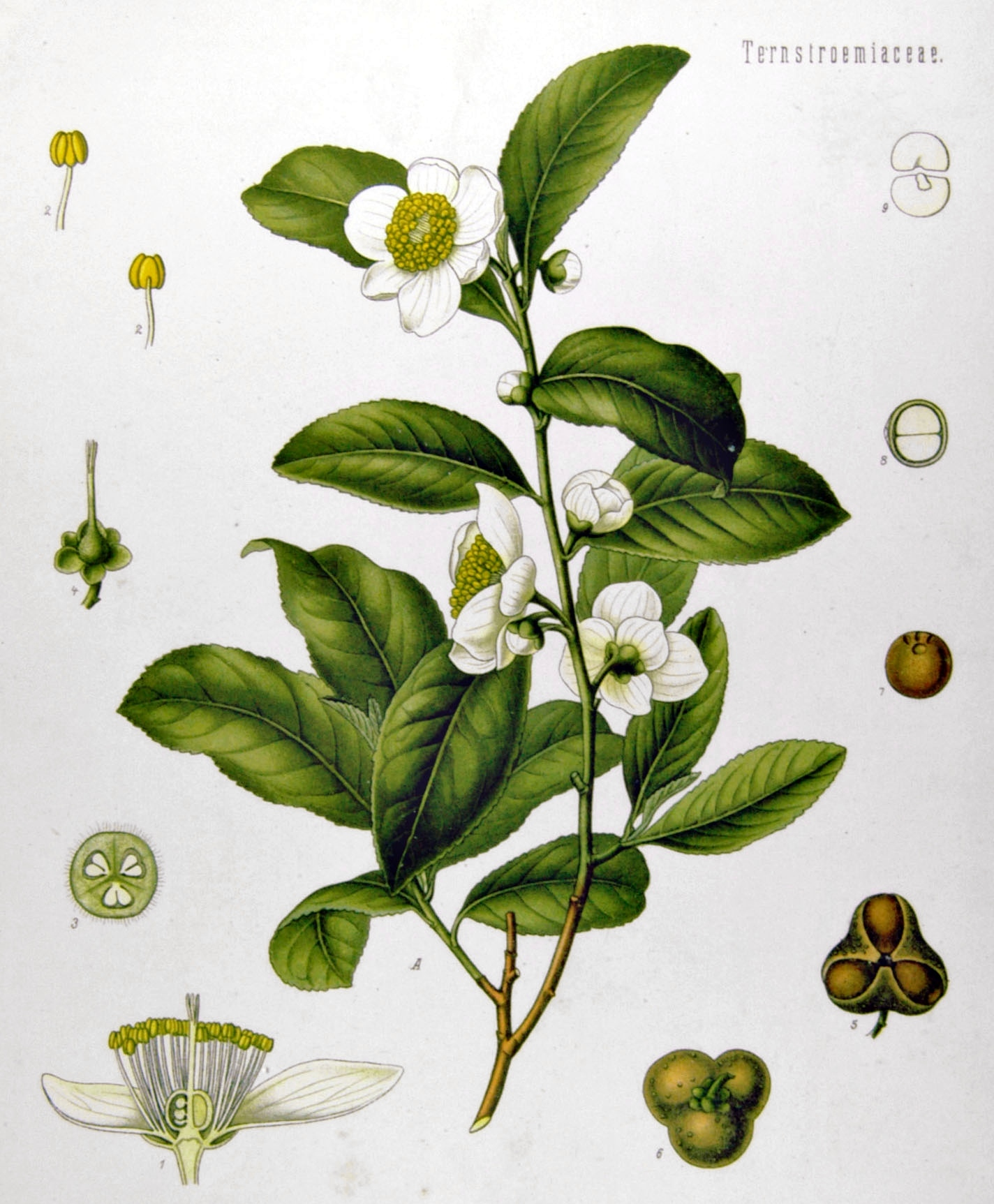
Teepflanze (Camellia Sinensis) aus Köhler’s Medizinal-Pflanzen.

Die drei Teaclipper hatten zur Umsegelung von drei Vierteln des Erdballs nur 99 Tage benötigt.
Die Daily Mail meldete, dass die Taeping sich den Preis sicherte, der eine zusätzliche Zahlung von zehn Schilling pro Tonne Tee betrug. An Bord der Taeping waren 767 tn.l. oder 1.108.709 Pfund Tee geladen. Für die Händler war das kein gutes Geschäft, denn die Erl King, die außer Konkurrenz fuhr, weil sie einen Dampfantrieb als Hilfsmaschine besaß, war bereits eine Woche zuvor mit frischem Tee in London angekommen.